# Ada Yonath
Ada E. Yonath (em hebraico:   עדה יונת; Jerusalém, 22 de junho de 1939) é uma cientista israelense, ganhadora do Prêmio Nobel de Química de 2009, juntamente com Venkatraman Ramakrishnan e Thomas Steitz. É conhecida pelos seu trabalhos pioneiros sobre a síntese da estrutura atômica do ribossomo, com o método: cristalografia de raio-x. Atualmente, é diretora do Centro Milton A. Kimmelman de Estrutura Biomolecular do Instituto Weizmann da Ciência.
Foi a primeira mulher do Oriente Médio a ganhar um Nobel em ciências e a primeira mulher em 45 anos a ganhar um Nobel em Química.

## Vida pessoal
Yonath nasceu em Geula, Jerusalém. Filha de Hillel e Esther Lifshitz, judeus sionistas que imigraram à região da Palestina, vindos de Zduńska Wola, na Polônia em 1933, antes do estabelecimento do estado de Israel.
Seu pai, rabino, vinha de uma família com longa tradição rabínica. Eles se estabeleceram em Jerusalém, onde abriram uma mercearia, mas era difícil de manter as despesas. Eles moravam em casas apertadas com várias outras famílias, e Yonath lembra que "livros" eram a única coisa que ela tinha para mantê-la ocupada. Apesar da vida humilde, seus pais a mandaram para uma boa escola em Beit HaKerem, bairro nobre de Jerusalém, para assegurar sua boa educação.
Seu pai morreu aos 42 anos e a família se mudou para Tel Aviv. Yonath foi aceito na escola de ensino médio Tichon Hadash, embora sua mãe não tivesse como pagar a mensalidade. Em troca, ela deu aulas particulares de matemática. Quando jovem, diz que foi inspirada pela cientista polonesa e naturalizada francesa Marie Curie. Depois de ler uma biografia mais detalhada, afirmou que Curie não era um modelo a ser seguido.
Voltou para Jerusalém para cursar a faculdade na Universidade Hebraica de Jerusalém, onde obteve o bacharelado em química, em 1962 e mestrado em bioquímica em 1964. Em 1968 obteve um doutorado no Instituto Weizmann de Ciência, estudando a estrutura do colágeno através da cristalografia de raios-X, tendo Wolfie Traub como orientador.
Ada tem uma filha, Hagit Yonath, médica do Centro Médico Sheba, e uma neta, Noa.

## Carreira
Ada fez pós-doutorado na Universidade Carnegie Mellon, em 1969 e no Instituto de Tecnologia de Massachusetts (MIT), em 1970. No MIT, Ada trabalhou no laboratório do ganhador do Nobel em Química de 1976, William Lipscomb, da Universidade Harvard, onde ela se inspirou a estudar estruturas bioquímicas maiores.
Em 1970, ela estabeleceu aquele que permaneceu como sendo o único laboratório de cristalografia de proteínas de Israel. De 1979 a 1984, ela foi chefe de pesquisas com Heinz-Günter Wittmann, no Instituto Max Planck de Genética Molecular, em Berlim. Visitou a Universidade de Chicago, de 1977 a 1978. Dirigiu a unidade de pesquisa do Deutsches Elektronen-Synchrotron (DESY), da Instituto Max Planck, em Hamburgo, de 1986 a 2004, em paralelo com seu trabalho no Instituto Weizmann.
Ada foca nos estudos dos mecanismos por trás da biossíntese de proteínas através da cristalografia de ribossomos, linha de pesquisa pioneira vinte anos atrás, apesar do ceticismo da comunidade internacional. Ribossomos traduzem o RNA em proteínas. Suas estruturas são ligeiramente diferentes em micro-organismos, quando comparadas com células eucariontes, como células humanas, o que os fazem alvo para antibióticos. De 2000 a 2001, Ada determinou a estrutura completa, em alta resolução, de ambas as estruturas ribossômicas, e descobriu dentro do ribossomo de outra forma assimétrico, a região simétrica universal que fornece a estrutura e navega o processo de polimerização polipeptídica. Consequentemente, ela mostrou que o ribossomo é uma ribozima que coloca seus substratos em estereoquímica adequada para a formação de ligações polipeptídicas e para a catálise por meio de substrato. Em 1993, ela visualizou o caminho tomado pelas proteínas, chamado de túnel ribosomal.
Ada também elucidou os modos de agir de vinte diferentes antibióticos que têm como alvo o ribossomo, iluminando mecanismos que causam resistência, decifrando as bases estruturais para a seletividade dos antibióticos.